# Петър Мартулков
Петър Панев (Панов) Мартулков е български учител, офицер и революционер, деец на Вътрешната македоно-одринска революционна организация.

## Биография
Петър Мартулков е роден на 12 май 1875 година във Велес, тогава в Османската империя. Негов роднина е деецът на ВМРО (обединена) и БКП Александър Мартулков.
Завършва първоначално училище във Велес, а през учебна година 1894/1895 г. с десетия випуск на Солунската българска мъжка гимназия. След това през 1897/1898 г. завършва Физико-математическия клон на Висшето училище в София. В 1898/1899 учебна година учителства в Първа софийска гимназия, а на 1 септември 1899 г. е назначен за учител в Битолската българска класическа гимназия, където преподава алгебра, геометрия, тригонометрия и физика.
Мартулков, който в Битоля е колега с Даме Груев и Михаил Герджиков, активно участва в революционната дейност и в Битолско и в Одринска Тракия, където пристига през 1900 година, като учител в Одринската българска мъжка гимназия. Избран е за член на Одринския окръжен революционен комитет, но след като е разкрит през 1901 година се премества в България. През 1902 година завършва школата за запасни офицери и на 15 март е произведен чин запасен подпоручик. От 1904 до 1921 г. преподава Математика във Втора мъжка гимназия в София.
Петър Мартулков участва във Балканската война и Междусъюзническата война, като на 28 юли 1913 г. е произведен в чин запасен поручик. По време на Първата световна война запасен поручик Мартулков е командир на нестроева рота от 5-и пехотен македонски полк, за която служба „за бойни отличия и заслуги във войната“ със заповед № 679 от 1917 г. по Действащата армия е награден с Народен орден „За военна заслуга“, V степен на военна лента. На 22 септември 1917 г. е произведен в чин капитан.
След войните е главен инспектор по математика и физика към Министерството на просветата, притежава издателство, и е автор е на много учебници по математика и физика за средните училища. Член е на Македонския научен институт.
Петър Мартулков умира през 1947 година.

## Военни звания
- Запасен подпоручик (15 март 1902)
- Запасен Поручик (28 юли 1913)
- Запасен Капитан (22 септември 1917)